# Alburnus baliki
Alburnus baliki är en fiskart som beskrevs av Bogutskaya, Küçük och Ünlü 2000. Alburnus baliki ingår i släktet Alburnus och familjen karpfiskar. Inga underarter finns listade i Catalogue of Life.

## Bildgalleri

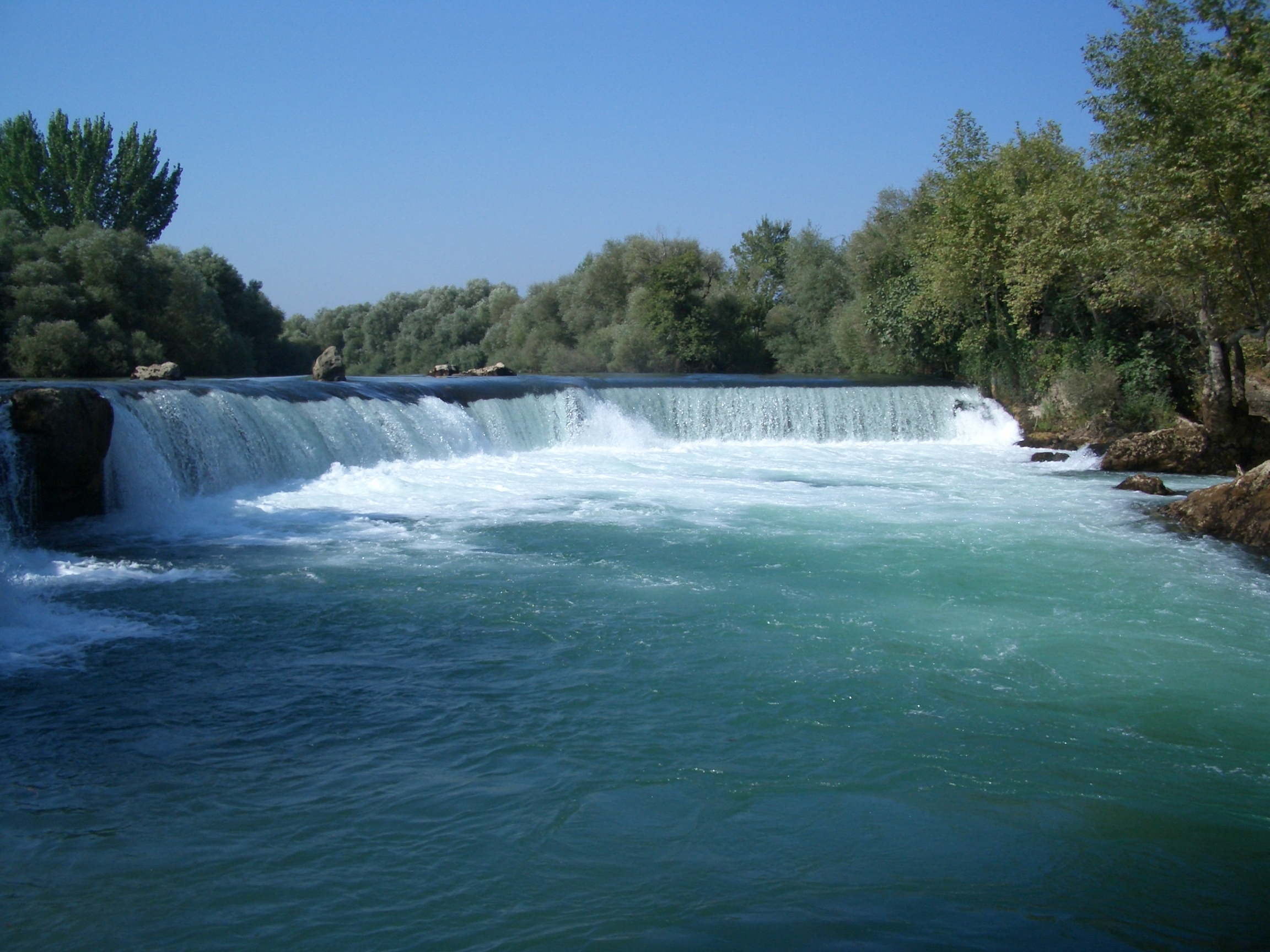